# Ваккаи, Никола
Никола Ваккаи (Ваккай; итал. Nicola Vaccai / Vaccaj; 15 марта 1790 года, Толентино, Папская область — 5 августа 1848 года, Пезаро, Папская область) — итальянский композитор и преподаватель вокала эпохи бельканто. Отец художника и политика Джузеппе Ваккаи.

## Биография
Никола Ваккаи родился 15 марта 1790 года в Толентино, в Папской области. Его отец был врачом. Начальное музыкальное образование получил в Пезаро, где также изучал поэтику и юриспруденцию. В 1807 году в Риме неожиданно прервал учебу на юридическом факультете в университете и поступил в школу Джузеппе Янноккони, где изучал гармонию, контрапункт и композицию. После получения диплома Академии Святой Цецилии в 1811 году, переехал в Неаполь, где учился у Джованни Паизиелло, писал духовную музыку для церквей и, анонимно, арии для Валентино Фиораванти и других композиторов.
В Неаполе в 1815 году состоялась премьера его первой оперы «Одинокий из Шотландии» (итал. I solitari di Scozia), которая была хорошо принята публикой. Но в 1816 году в Венеции постановка его новой оперы «Мальвина» (итал. Malvina) потерпела фиаско, а за оперу «Волк из Остенде» (итал. Il lupo di Ostenda), написанную им в 1818 году, композитора упрекнули в подражании Джоаккино Россини. За шесть лет он не написал ни одной оперы, а с 1817 по 1820 год сочинил четыре балета для театра Ла Фениче, перевел либретто оперы «Иосиф» Этьенна Мегюля и редактировал «Мессию» Георга Фридриха Генделя.
Никола Ваккаи посвятил себя преподаванию вокала, и вскоре приобрёл известность, как лучший учитель пения в Венеции. В 1821–1822 году он преподавал вокал в Триесте и Фросдорфе. Отказавшись от места капельмейстера в Штутгарте, вернулся к сочинению опер. В 1824 году на сцене Театро Дукале в Парме была поставлена его опера-буфф «Пётр Великий, или Пытка ревностью» (итал. Pietro il Grande ovvero un geloso alla tortura). В день премьеры композитору пришлось заменить одного из певцов. Постановка имела успех у зрителей. В 1825 году в Неаполе была поставлена опера «Задиг и Астартея» (итал. Zadig ed Astartea), и в том же году в Милане опера «Ромео и Джульетта» (итал. Giulietta e Romeo) по либретто Феличе Романи. Обе оперы также имели признание у публики. Однако провал оперы «Саладин и Клотильда» (итал. Saladino e Clotilda), поставленной в Милане в 1828 году. По этой причине у композитора был отобран заказ на оперу к открытию в том же году театра Карло Феличе в Генуе и передан Винченцо Беллини, которые написал оперу «Бланка и Фердинанд» (итал. Bianca e Fernando).
Вернувшись к преподаванию вокала, в 1829 году Никола Ваккаи переехал сначала в Париж, затем в Лондон, где в 1832 году опубликовал методическое пособие по обучению вокалу. После смерти отца, в 1833 году композитор вернулся в Италию и женился.
В 1833–1834 году выступал в домах аристократии в Лондоне. Его оперу «Джоан Грей» (итал. Giovanna Grey), поставленную в 1836 году, не спасло от провала даже участие Марии Малибран в главной роли. В 1837 году в соавторстве с Пьетро Антонио Коппола, Гаэтано Доницетти, Джованни Пачини и Саверио Меркаданте написал «Кантату на смерть Марии Малибран» (итал. Cantata in morte di Maria Malibran). В 1838 году постановка его оперы «Марко Висконти» (итал. Marco Visconti) в Турине имела некоторый успех у зрителей. В том же году он возглавил Миланскую консерваторию. В 1843 году подал в отставку. Его последняя опера «Вирджиния» (итал. Virginia) была поставлена в Риме в 1845 году. Композитор переехал в Пезаро, где написал ряд камерных сочинений и продолжил преподавать вокал.
Там он и умер на 59-м году жизни.

## Творческое наследие
Творческое наследие включает 17 опер, 5 кантат, 4 балета, более 100 вокальных, камерных и духовных сочинений.